# Fludeoksyglukoza
Fludeoksyglukoza (FDG) – organiczny związek chemiczny, pochodna glukozy, w której grupa hydroksylowa w pozycji 2 zastąpiona została atomem fluoru.
Fluorodeoksyglukoza zawierająca promieniotwórczy izotop 18
F jest podstawowym radiofarmaceutykiem używanym w badaniach pozytonowej emisyjnej tomografii komputerowej (PET). Jest podawana w formie zastrzyku dożylnego, zwykle 45–60 minut przed badaniem PET, badanie trwa od 30–60 minut.
Fludeoksyglukoza jest analogiem glukozy i podobnie jak naturalny węglowodan może przedostawać się do wnętrza komórki poprzez transportery glukozy GLUT1 lub GLUT3, a następnie ulec fosforylacji katalizowaną przez heksokinazę. Powstały glukozo-6-fosforan jest dalej metabolizowany; może być też zdefosforylowany przez glukozo-6-fosfatazę i opuścić komórkę. Z powodu zastąpienia jednej grupy hydroksylowej atomem fluoru fosforan fludeoksyglukozy nie jest metabolizowany, a obecność grupy fosforanowej uniemożliwia mu przejście przez błonę komórkową. W zdrowych komórkach może ulec defosforylacji i wydostać się na zewnątrz komórki, natomiast w komórkach rakowowych ilość defosfatazy jest niewystarczająca, co powoduje akumulowanie się w ich wnętrzu fludeoksyglukozy, co można wykryć dzięki zastosowaniu promieniotwórczego izotopu 18
F. Nagromadzenie fludeoksyglukozy w komórkach obserwowane na zdjęciach PET pozwala precyzyjnie lokalizować zmiany nowotworowe. Z kolei komórki o obniżonym zapotrzebowaniu na glukozę wchłaniają niewiele fludeoksyglukozy, co również jest widoczne na zdjęciach PET. 
18
F-fludeoksyglukoza jest stosowana również do oceny dysfunkcji lewej komory komory serca. Pozarejestracyjnie wykorzystywana jest do analizy zmian miażdżycowych, a także do badania stanów zapalnych podczas infekcji, w schorzeniach reumatologicznych, zapaleniu kości i szpiku, zapaleniu jelita krętego i zapaleniu naczyń. 
Okres połowicznego rozpadu 18
F wynosi 110 minut. Stosowanie tego środka jest przeciwwskazane u kobiet w ciąży, z uwagi na możliwy negatywny wpływ promieniowania na rozwój płodu, może być stosowane w absolutnej konieczności. Przez 12 godzin od podania pacjent powinien ograniczyć kontakty z osobami wrażliwymi na promieniowanie.